# Соим
Соим (от хант. соим «ручей») — река в России, протекает по территории Сургутского района Ханты-Мансийского автономного округа. Устье реки находится в 134 км по левому берегу Нятлонгаягуна. Длина реки — 64 км, площадь водосборного бассейна — 426 км²
- В 39 км от устья, по правому берегу реки впадает река Айсоим.

Высота истока — 114 м над уровнем моря. Высота устья — 92,4 м над уровнем моря.
Система водного объекта: Нятлонгаягун → Тромъёган → Обь → Карское море.

## Данные водного реестра
По данным государственного водного реестра России относится к Верхнеобскому бассейновому округу, водохозяйственный участок реки — Обь от впадения реки Вах до города Нефтеюганск, речной подбассейн реки — Обь ниже Ваха до впадения Иртыша. Речной бассейн реки — (Верхняя) Обь до впадения Иртыша.
Код объекта в государственном водном реестре — 13011100112115200042402.